# Pultneyville (Nueva York)
Pultneyville es un área no incorporada (o conocidas como aldea) ubicada en el condado de Wayne en el estado estadounidense de Nueva York. Pultneyville se encuentra ubicada dentro del pueblo de Williamson.

## Geografía
Pultneyville se encuentra ubicada en las coordenadas 43°16′47″N 77°11′11″O / 43.27972, -77.18639.